# Brunoniella pumilio
Brunoniella pumilio är en akantusväxtart som först beskrevs av Robert Brown, och fick sitt nu gällande namn av Cornelis Eliza Bertus Bremekamp. Brunoniella pumilio ingår i släktet Brunoniella och familjen akantusväxter. Inga underarter finns listade i Catalogue of Life.